# Taft (Kalifornia)
Taft – miasto w Stanach Zjednoczonych, w stanie Kalifornia, w hrabstwie Kern. Według spisu ludności przeprowadzonego przez United States Census Bureau, w roku 2010 miasto Taft miało 9327 mieszkańców.